# Memorial de Sun Yat-sen (Cantón)
El Memorial de Sun Yat-sen (chino: 中山纪念堂; pinyin: Zhōngshān Jìniàn Táng) es un edificio conmemorativo octogonal de Cantón, China.
El edificio fue diseñado por Lu Yanzhi y construido con fondos aportados por personas de nacionalidad china y en el extranjero en memoria de Sun Yat-sen. Fue comenzado en 1929 y acabado en 1931. El edificio es una gran estructura octogonal con un área libre de columnas de 71 metros de perímetro, albergando un gran escenario con capacidad para 3.240 personas sentadas.
Sufrió diversos daños y fue reparado continuamente hasta una remodelación mayor en 1998, que es la que le dio su aspecto actual. Se colocó una estatua de Sun Yat-sen en el frente de la entrada principal.

## Transporte cercano
El memorial es accesible en la estación Memorial de Sun Yat-sen del Metro de Guangzhou.